# Condado de Gulf
O condado de Gulf (em inglês:  Gulf County) é um dos 67 condados do estado americano da Flórida. A sede e cidade mais populosa do condado é Port St. Joe. Foi fundado em 6 de junho de 1925.

## Geografia
De acordo com o United States Census Bureau, o condado possui uma área de 1 957 km², dos quais 1 461 km² estão cobertos por terra e 496 km² por água.

## Demografia
Segundo o censo nacional de 2010, o condado possui uma população de 15 863 habitantes e uma densidade populacional de 11 hab/km². Possui 9 110 residências, que resulta em uma densidade de 6 residências/km².
Das duas localidades incorporadas no condado, Port St. Joe é a mais populosa e a mais densamente povoada, com 3 445 habitantes e densidade populacional de 140,9 hab/km². Wewahitchka é a menos populosa, com 1 981 habitantes, ainda que de 2000 para 2010, a sua população tenha crescido 15% e a de Port St. Joe reduzido em 5%.